# Ditte Kelså
Ditte Ehrendreich Kelså (født 23. juni 1989) er en dansk håndboldspiller, der spiller for Viborg HK. Hun har tidligere spillet for Tarm-Foersum GF og Skive fH. Hun har også op til flere ungdomslandskampe på cv'et og har bl.a. været med til at vinde EM-guld.
Hun startede med at spille håndbold som 5-årig.